# Uning Teritit
Uning Teritit is een bestuurslaag in het regentschap Bener Meriah van de provincie Atjeh, Indonesië. Uning Teritit telt 840 inwoners (volkstelling 2010).